# Стрельба с закрытых позиций

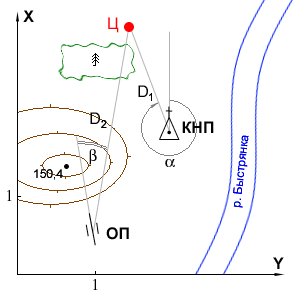
Рис. 1.

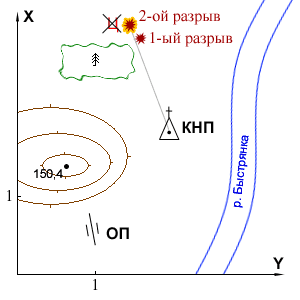
Рис. 2.

Стрельба с закрытых позиций — ведение артиллерийского огня по целям, которые находятся вне прямой видимости с огневой позиции.
Прямой противоположностью ей является стрельба прямой наводкой, когда наводчик орудия видит цель, разрывы и лично ведёт корректировку огня.

## История
Известно, что стрельба с закрытых позиций применялась уже в Крымской войне 1853—1856 годов, когда из-за гористого рельефа местности и порохового задымления стало невозможно прямое наблюдение целей. Тогда это были простые голосовые команды от наблюдателей к артиллеристам — «взять левее», «недолёт» и т. п. Впоследствии развитие этого метода стрельбы строилось на активном привлечении математики для совершенствования методик наблюдения и расчётов.
В ходе русско-японской войны 1904-1905 гг. русские артиллеристы впервые применили стрельбу с закрытых позиций (с использованием угломера и панорамы). Кроме того, этот метод ведения огня активно и эффективно использовали и японцы, в частности, именно так они потопили русскую эскадру в Порт-Артуре. 
В начале XX века для защиты наблюдателей широко использовались бронепосты. В годы Первой мировой войны русская армия была флагманом в деле ведения огня с закрытых артиллерийских позиций.

## Особенности
При стрельбе с закрытых огневых позиций, слежение за результатами огня ведётся либо визуально с командно-наблюдательного пункта (КНП) или летательного аппарата (вертолёт, БПЛА), либо при помощи технических средств разведки (радиолокационные станции типа СНАР или АРСОМ, подразделений звуковой разведки и т. п.). Координаты обнаруженных или неподвижных целей определяются заранее (фортификационные сооружения, населённые пункты, танкоопасные направления), а для вновь появившихся или мобильных, указываются относительно КНП в полярной системе координат.
На рисунке 1 приведена схематизированная топографическая карта местности, иллюстрирующая такую ситуацию: цель Ц (условная миномётная батарея противника) загорожена от прямого наблюдения с огневой позиции склоном высоты 150,4 и хвойным лесом, поэтому наблюдение ведётся с КНП на равнинном участке, откуда хорошо видна цель. С помощью артиллерийской буссоли и дальномера разведчиком-корректировщиком артиллерийского огня определяются дальность D1 = 1500 м и дирекционный угол α ≈ 56-56.
По телефону или радио  эта информация передаётся вычислительному отделению, если оно не находится непосредственно на КНП. Артиллерист-вычислитель, зная координаты цели, КНП и ОП рассчитывает дальность D2 и доворот от основного направления стрельбы β для своих орудий (для примера на Рис. 1 D2 = 2700 м, β ≈ 3-40); из таблиц стрельбы учитывает поправки на метеоусловия, износ стволов орудий, температуру боеприпасов и в итоге получает установки прицела и взрывателей. Эта задача решается с использованием прибора ПУО. Выходные данные сообщаются командирам орудий, те в свою очередь пересчитав установки доворота  для своего орудия подают команду наводчикам, заряжающим, зарядным и снарядным для ведения огня.
Если первым выстрелом цель не поражена, то дальномерщик и наблюдатель на КНП сообщают, насколько разрыв снаряда (мины) отклонился по фронту, глубине и, если нужно, по высоте. Например, недолёт 200, вправо 50 (Рис. 2). Эта информация сообщается вычислителю и он, используя прибор управления огнём (ПУО) или компьютер (планшет), сообщает скорректированные установки расчётам орудий. В случае второго промаха производится повторная корректировка, а при попадании, начинается стрельба на поражение, подавление или разрушение цели.